# Horst Geyer
Horst Geyer (* 30. März 1907 in Jena; † 4. Juli 1958 in Oldenburg (Oldb)) war ein deutscher Psychiater, Neurologe, Hirnforscher und Rassenhygieniker.

## Leben

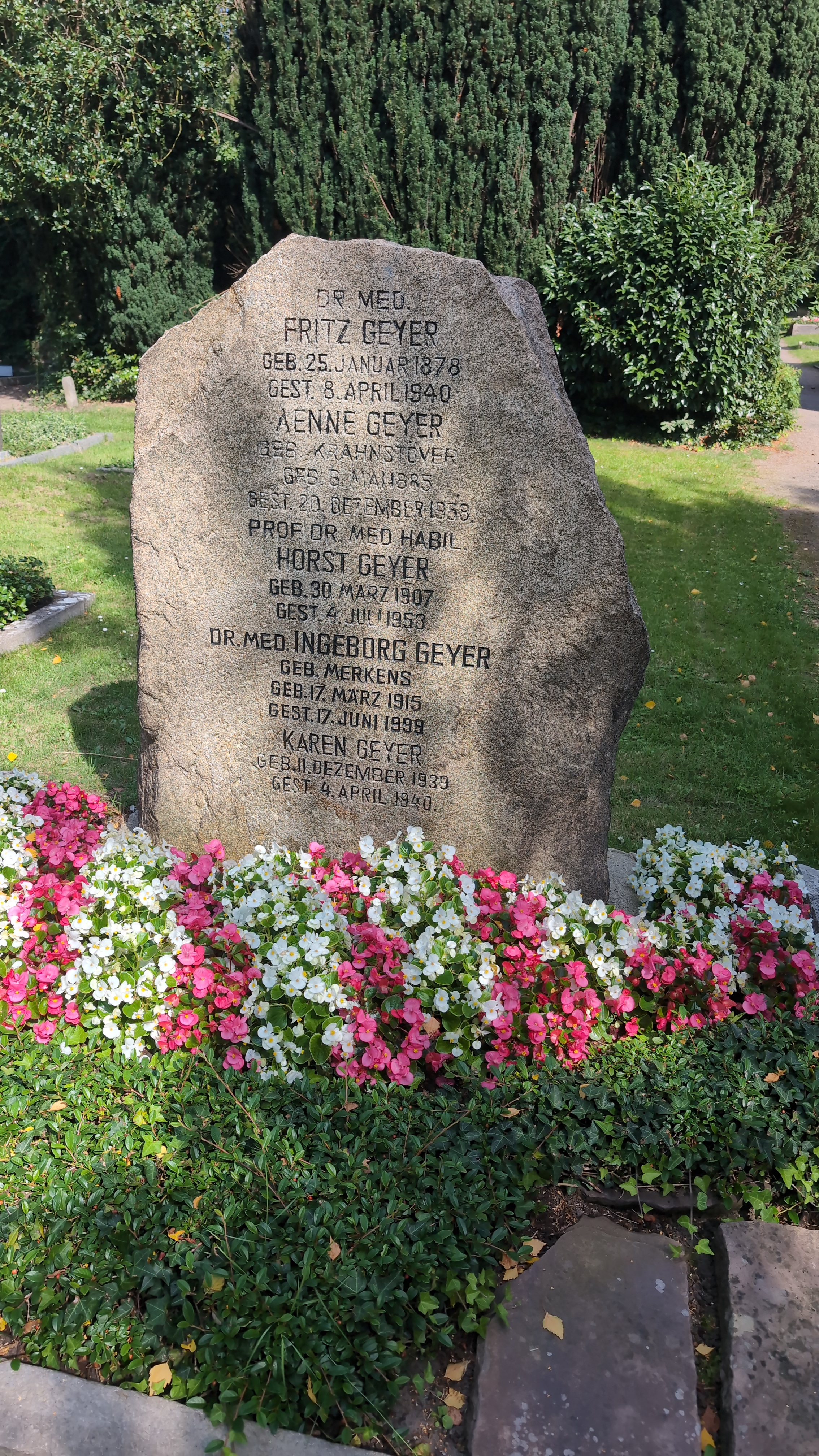
Grabstätte Horst Geyer (1907–1958) auf dem Gertruden-Friedhof in Oldenburg

Horst Geyer war der Sohn des Arztes Fritz Geyer (1878–1940). Er verbrachte seine Kindheit und Jugend in Oldenburg. Nach dem Abitur begann er an der Albert-Ludwigs-Universität Freiburg Medizin zu studieren. 1927 wurde er im Corps Hasso-Borussia Freiburg recipiert. Als Inaktiver wechselte er an die heimatliche
Friedrich-Schiller-Universität Jena, die Ludwig-Maximilians-Universität München, die Universität Wien, die (noch nicht umbenannte) Friedrichs-Universität Halle und die Christian-Albrechts-Universität zu Kiel. In Kiel wurde er 1932 zum Dr. med. promoviert. Nach der Facharztausbildung zum Psychiater und Neurologen war er bis 1933/34 Assistent an der Universitätsnervenklinik Kiel. Er nahm vom 1. November 1934 bis zum 1. Juli 1935 am ersten rassehygienischen Lehrgang im Kaiser-Wilhelm-Institut für Anthropologie, menschliche Erblehre und Eugenik (KWI-A) teil. Danach war er an diesem Institut der einzige Assistent des Rassenhygienikers Fritz Lenz. Zum 1. Mai 1937 trat er der NSDAP bei (Mitgliedsnummer 5.386.306). Er war auch Mitglied der SS, soll jedoch nach Peter Emil Becker (Vortrag aus dem Jahr 1999) angeblich aus dieser NS-Organisation wegen seines jüdischen Großvaters ausgeschlossen worden sein. Er habilitierte sich 1939 für Psychiatrie und Neurologie an der Universität Berlin. Sein Forschungsinteresse galt zunächst von 1937 bis 1940 im Rahmen der Zwillingspathologie den neurodegenerativen Erkrankungen, dem Down-Syndrom, der Epilepsie sowie „Schwachsinnszuständen“ bei Kindern. Er wechselte noch 1939 als Oberarzt an die Nervenklinik in Düsseldorf-Grafenberg. Während des Zweiten Weltkrieges war Geyer als Sanitätsoffizier in Frankreich und der Sowjetunion und zuletzt in leitender Funktion in der Neurologischen Abteilung am Luftwaffenlazarett Halle-Dölau eingesetzt. Von 1943 bis 1945 leitete Geyer die Abteilung für Psychologie, Neurologie und Psychiatrie am Institut für Rassenbiologie und Rassenhygiene der Medizinischen Fakultät der Universität Wien unter dem Ordinarius für Erb- und Rassenbiologie Lothar Loeffler. Noch 1945 wurde er an der Universität Wien zum außerordentlichen Professor ernannt. Nach Kriegsende war Geyer ab 1946 als niedergelassener Nervenarzt in Oldenburg tätig. Daneben war er ab 1948  Chefarzt an der nachmaligen Karl-Jaspers-Klinik Wehnen in Bad Zwischenahn. Einer breiteren Öffentlichkeit wurde er durch sein Buch Über die Dummheit: Ursachen u. Wirkungen d. intellektuellen Minderleistung des Menschen bekannt.

## Veröffentlichungen (Auswahl)
- Das psychische Trauma in der Pathogenese der Basedowschen Krankheit. In: Zeitschrift f. klin. Medizin. Band 124, 1933 (zugleich medizinische Dissertation an der Universität Kiel).
- Rassenpflege. Hillger, Berlin/Leipzig 1936.
- Zur Ätiologie der mongoloiden Idiotie. Aus dem Kaiser-Wilhelm-Inst. f. Anthropologie, Berlin-Dahlem, Abt. f. Rassenhygiene. G. Thieme, Leipzig 1939 (zugleich medizinische Hab.-Schrift an der Universität Berlin)
- Über die Dummheit. Ursachen u. Wirkungen d. intellektuellen Minderleistung d. Menschen. Musterschmidt, Göttingen/Frankfurt/Berlin 1954.
- Dichter des Wahnsinns. Eine Untersuchung über d. dichterische Darstellbarkeit seelischer Ausnahmezustände. Musterschmidt, Göttingen/Frankfurt/Berlin 1955 (unverändert in 10 Auflagen bis 1965 erschienen).